# 比洛韋日
47°22′53″N 37°10′30″E / 47.38139°N 37.17500°E
比洛韋日（烏克蘭語：Біловеж）是位於烏克蘭東南部的村莊，由扎波羅熱州波洛希區的羅濟夫卡市鎮負責管轄。該村始建於1832年，面積0.72平方公里，海拔高度196米，2001年人口132，人口密度每平方公里184.4人。